# Football aux Jeux olympiques d'été de 1948
Navigation
Berlin 1936 Helsinki 1952
Le tournoi de football des Jeux olympiques de 1948, organisés à Londres comme en 1908, est la septième édition officielle du tournoi olympique de football, reconnue en tant que telle par la FIFA, mais neuvième édition en comptant les deux premiers tournois officialisés rétrospectivement par le CIO. La compétition, uniquement masculine, se déroule du 26 juillet au 13 août 1948 et est organisé par l'Association olympique britannique (British Olympic Association) ainsi que par la Fédération anglaise de football (The Football Association). Les matchs, tous à élimination directe, sont joués dans onze stades à Londres, Portsmouth et Brighton. Dans le contexte de l'Après-guerre, à la suite de la Seconde Guerre mondiale, aucune installation sportive nouvelle n’est construite pour ces Jeux qui se déroulent dans une ville fortement touchée par le Blitz et en pleine reconstruction.
Le football constitue l'un des dix-sept sports officiels des Jeux olympiques d'été de 1948. Bien que vingt-trois équipes soient inscrites pour le tournoi, seules dix-huit y participent effectivement. L’Inde, la Corée du Sud et l’Afghanistan participent pour la première fois aux Jeux olympiques. L’Italie, tenante du titre, et la Suède sont favorites. La compétition voit l’Italie être éliminée en quart de finale par le Danemark. La Suède remporte son premier titre olympique en battant en finale la Yougoslavie et avec sept buts, le Danois John Hansen et le Suédois Gunnar Nordahl terminent meilleurs buteurs de la compétition. La médaille de bronze est remportée par le Danemark.
Ce tournoi est la première compétition internationale importante de football de l'après-guerre. Le public britannique, très enthousiaste, accorde sa sympathie à l'équipe d'Inde, ancien Raj britannique, dont la particularité est de jouer pieds nus. Il s’agit aussi de la dernière épreuve olympique de football remportée par une équipe d'Europe occidentale, avant la domination des pays du bloc de l’Est de 1952 à 1980.

## Contexte et préparation

### Contexte
La Coupe du monde de 1938, organisée en France, est la dernière compétition mondiale avant le déclenchement de la Seconde Guerre mondiale même si cette compétition ainsi que la Coupe internationale 1936-1938 avaient déjà été impactées par le forfait des Autrichiens en raison de l'Anschluss (annexion de l'Autriche par l’Allemagne en 1938). La Coupe du monde 1938 est remportée par l'Italie de Mussolini, déjà titrée en 1934 et également championne olympique en 1936,.
Le déclenchement de la Seconde Guerre mondiale met entre parenthèses le football en Europe et dans le monde. Seule l'Amérique du Sud, loin des théâtres de combat, voit le maintien des compétitions, notamment de la Copa América, avec plusieurs éditions (1941, 1942, 1945, 1946 et 1947, remportées par l'Argentine à l'exception de l'édition 1942 remportée par l'Uruguay). En Europe, quelques matchs amicaux sont organisés entre pays de l'Axe (Allemagne, Slovaquie, Hongrie, Roumanie, Croatie, Italie, Bohême-Moravie) et pays neutres (Espagne, Portugal, Suisse et Suède) entre 1939 et 1945, reconnus par la FIFA comme des matchs internationaux.
Après 1945, l'Europe est en reconstruction et des matchs amicaux sont à nouveau organisés. Du fait des sanctions internationales envers les vaincus, l'Allemagne et le Japon sont notamment interdit de toute rencontre internationale. Progressivement, les compétitions internationales existantes reprennent : 
- dans les îles Britanniques, le British Home Championship reprend dès 1945. L'édition 1945-1946, remportée par l’Écosse, n'est pas reconnue comme officielle[14] mais les deux éditions suivantes, 1946-1947 et 1947-1948, sont toutes deux officielles et remportées par l'Angleterre ;
- dans les Balkans, la Coupe des Balkans des nations connait deux éditions en 1946 (remportée par l'Albanie) et en 1947 (remportée par la Hongrie), et l'édition 1948 est en cours[note 3] ;
- en Scandinavie, le Championnat nordique de football se joue normalement sur quatre années. La quatrième édition, débutée en 1937 est interrompue avant 1940 car la Norvège et le Danemark sont occupés, tandis que la Finlande est alliée à l'Allemagne et la Suède est neutre. Il faut attendre 1947 pour voir la reprise de ce championnat, qui est finalement remporté par la Suède. Une nouvelle édition, qui doit se dérouler entre 1948 et 1951, vient de débuter au moment de l'Olympiade[note 4] ;
- en Europe centrale, la Coupe internationale européenne reprend en 1948[note 5] alors que l'édition précédente, interrompue par l'Anschluss avant la guerre, n’est jamais allée à son terme.

Le tournoi de football aux Jeux olympiques de 1948 se déroule donc dans un contexte de reconstruction politique et footballistique.

### Équipes participantes

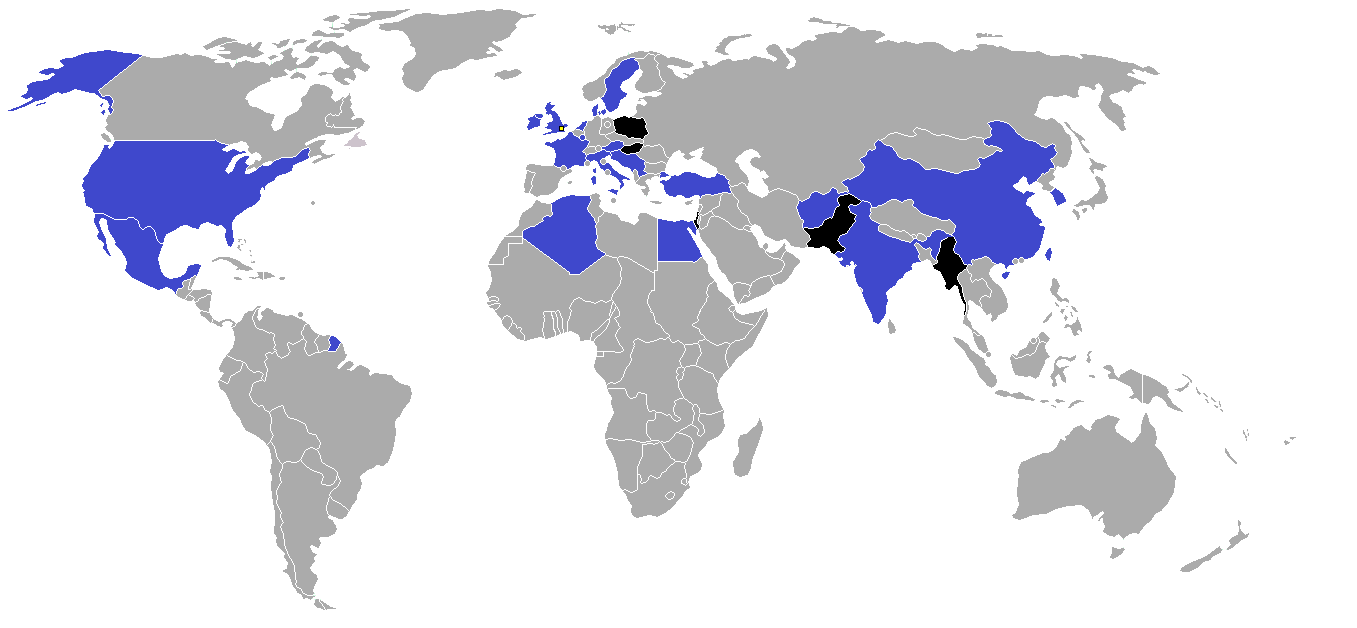
Carte des pays engagés. En noir, les pays qui ont déclaré forfait avant le début du tournoi.

Au départ, vingt-trois équipes sont inscrites pour ce tournoi. On remarque l'absence notamment du Japon et l'Allemagne, tous les deux quarts-de-finalistes en 1936, qui ne sont pas autorisés à disputer les Jeux olympiques.
Pour des facilités d'organisation, la compétition débute par le tour préliminaire trois jours avant la cérémonie d'ouverture des Jeux olympiques. Le tirage au sort est effectué à Zurich, le 17 juin 1948.
Après le tirage, cinq équipes se désistent (le Pakistan, Israël, la Pologne, la Birmanie et la Hongrie) et seules dix-huit équipes restent en lice pour participer.
La Suède figure parmi les principaux favoris : en dépit d'une défaite quatre buts à deux en amical contre l'Angleterre à Highbury, les Suédois impressionnent en effet les observateurs anglais. Les entraînements intensifs combinés à un programme de coaching font de l'équipe des fameux ailiers Rosén et Liedholm une sélection en forme pour les Jeux de Londres.
| Europe 10 équipes dont celle du pays hôte | Amérique du Nord 2 équipes        | Afrique 1 équipe | Asie 4 équipes                                                      |
| --- | --------------------------------- | ---------------- | ------------------------------------------------------------------- |
| - Autriche (3e) - Danemark (4e) - France (5e) - Grande-Bretagne (5e) (pays-hôte) - République d'Irlande (2de) - Italie (6e) - Luxembourg (5e) - Pays-Bas (6e) - Suède (5e) - Turquie (4e) - Yougoslavie (4e) | - États-Unis (4e) - Mexique (2de) | - Égypte (5e)    | - Afghanistan (1re) - Chine (2de) - Corée du Sud (1re) - Inde (1re) |

Entre parenthèses, le nombre de participations aux Jeux olympiques.

### Préparation des équipes

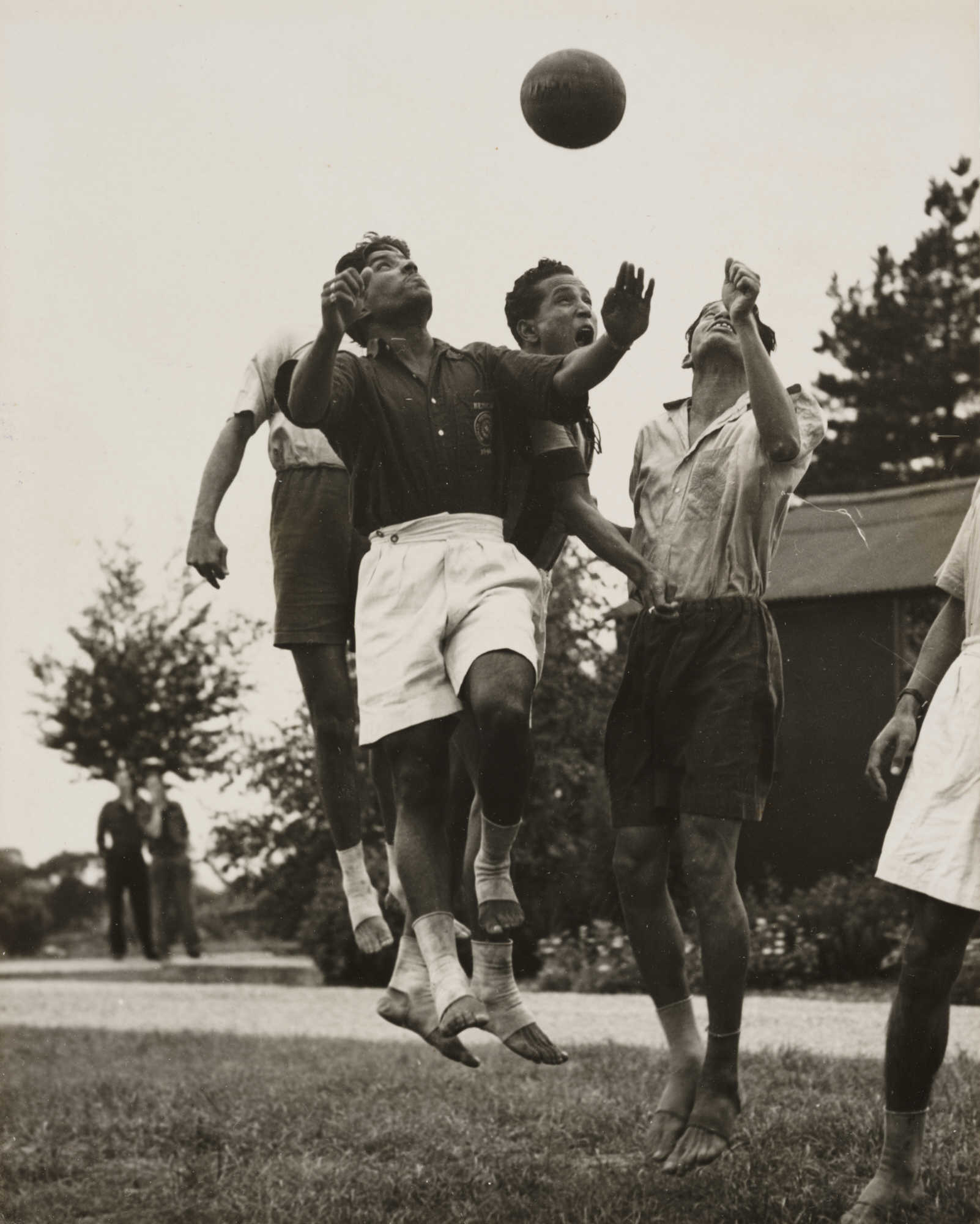
La sélection indienne s'entraînant au camp olympique de Richmond Park en 1948.

La Grande-Bretagne, pays organisateur, se prépare en disputant plusieurs matchs en 1948 : tout d'abord, en affrontant le 28 février à Portsmouth le club écossais de première division Queen's Park Football Club, qu'elle bat sur le score de quatre buts à zéro grâce à un triplé de Bill Amor. Le 8 mai, pour définir les joueurs britanniques, un match entre deux sélections britanniques, appelées Team A et Team B est joué à Blackpool. Jugé terne, il se solde par une victoire de la Team A sur le score de trois buts à un. Elle connaît ensuite deux défaites le 20 juin contre les Pays-Bas à Amsterdam (défaite deux buts à un) et le 20 juillet contre le club suisse FC Bâle à Bâle (défaite trois buts à deux). Enfin cinq jours plus tard au stade Malakoff de Nantes, la Grande-Bretagne bat l'équipe de France olympique sur le score de trois buts à deux.
L'Inde, nouvellement indépendante, sélectionne dix-sept joueurs le 7 mai puis part dès le 6 juin pour son ancienne métropole, le Royaume-Uni. Sur place, elle affronte diverses équipes de faible niveau (A Department Store XI, Metropolitan Police FC, Pinner FC, Hayes FC et Alexandra FC), qu'elle domine dont une victoire quinze buts à zéro contre A Department Store XI, le 13 juillet.
Du 10 février au 4 avril, dans le but de repérer des joueurs, le sélectionneur de la Chine Lee Wai Tong assiste, essentiellement à Hong Kong mais aussi à Saïgon et à Macao, à une série de matchs entre des équipes de Hong Kong, Shanghai, Manille, Java, Saïgon, Macao, etc. La sélection finale, composée de joueurs de l’ethnie Han à travers l'Asie de l'Est (Hong Kong, Shanghai, Singapour et Penang), est fixée le 6 avril. Du 1er mai au 17 juillet, elle réalise une grande tournée en Asie du Sud-Est et en Inde (Manille, Bangkok, Saïgon, Jakarta, Singapour, Bandung, Makassar, Surabaya et Calcutta) pour se préparer. Peu après l'arrivée de l'équipe au Royaume-Uni, elle affronte à deux reprises en amical à Londres la sélection olympique américaine, qu'elle bat les 23 (5-2) et 25 juillet (3-2).
La Corée du Sud dispute un match remporté cinq buts à un le 6 juillet contre Hong Kong et à Hong Kong, mais ne joue après aucun match ni en Asie ni en Europe durant son voyage, ni en Angleterre après son arrivée. Quant à l’Égypte, elle connait malheureusement une épidémie durant sa préparation.
Pour chaque équipe présente, un terrain d'entraînement est alloué pour une demi-journée. Ainsi, au total, dix terrains d'entraînement sont mis à disposition par les organisateurs.

### Stades retenus
| \| Portsmouth Brighton Londres \| Sites des Jeux olympiques de 1948. |
| Portsmouth Brighton Londres                                          |

| \| Fulham South Norwood Highbury Ilford Walthamstow Tottenham Dulwich Brentford Wembley \| Sites des Jeux olympiques de 1948 à Londres. |
| Fulham South Norwood Highbury Ilford Walthamstow Tottenham Dulwich Brentford Wembley                                                    |

- Le tour préliminaire[note 12] (deux matchs[18],[note 13]) se déroule hors de Londres (à Portsmouth et à Brighton).
- Les huitièmes de finale et les quarts de finale se déroulent dans huit stades londoniens.
- Les demi-finales, la petite finale et la finale se disputent au Stade de l'Empire[23].

Les stades utilisés sont ceux de clubs professionnels qui prêtent les infrastructures durant la compétition[réf. nécessaire].
| Ville      | Stade                | Club résident                        |
| ---------- | -------------------- | ------------------------------------ |
| Brighton   | Goldstone Ground     | Brighton & Hove Albion Football Club |
| Londres    | Craven Cottage       | Fulham Football Club                 |
| Londres    | Selhurst Park        | Crystal Palace Football Club         |
| Londres    | Arsenal Stadium      | Arsenal Football Club                |
| Londres    | Cricklefield Stadium | Ilford Football Club                 |
| Londres    | Green Pond Road      | Walthamstow Avenue Football Club     |
| Londres    | White Hart Lane      | Tottenham Hotspur Football Club      |
| Londres    | Champion Hill        | Dulwich Hamlet Football Club         |
| Londres    | Griffin Park         | Brentford Football Club              |
| Londres    | Stade de l'Empire    | Équipe d'Angleterre                  |
| Portsmouth | Fratton Park         | Portsmouth Football Club             |

### Arbitres retenus

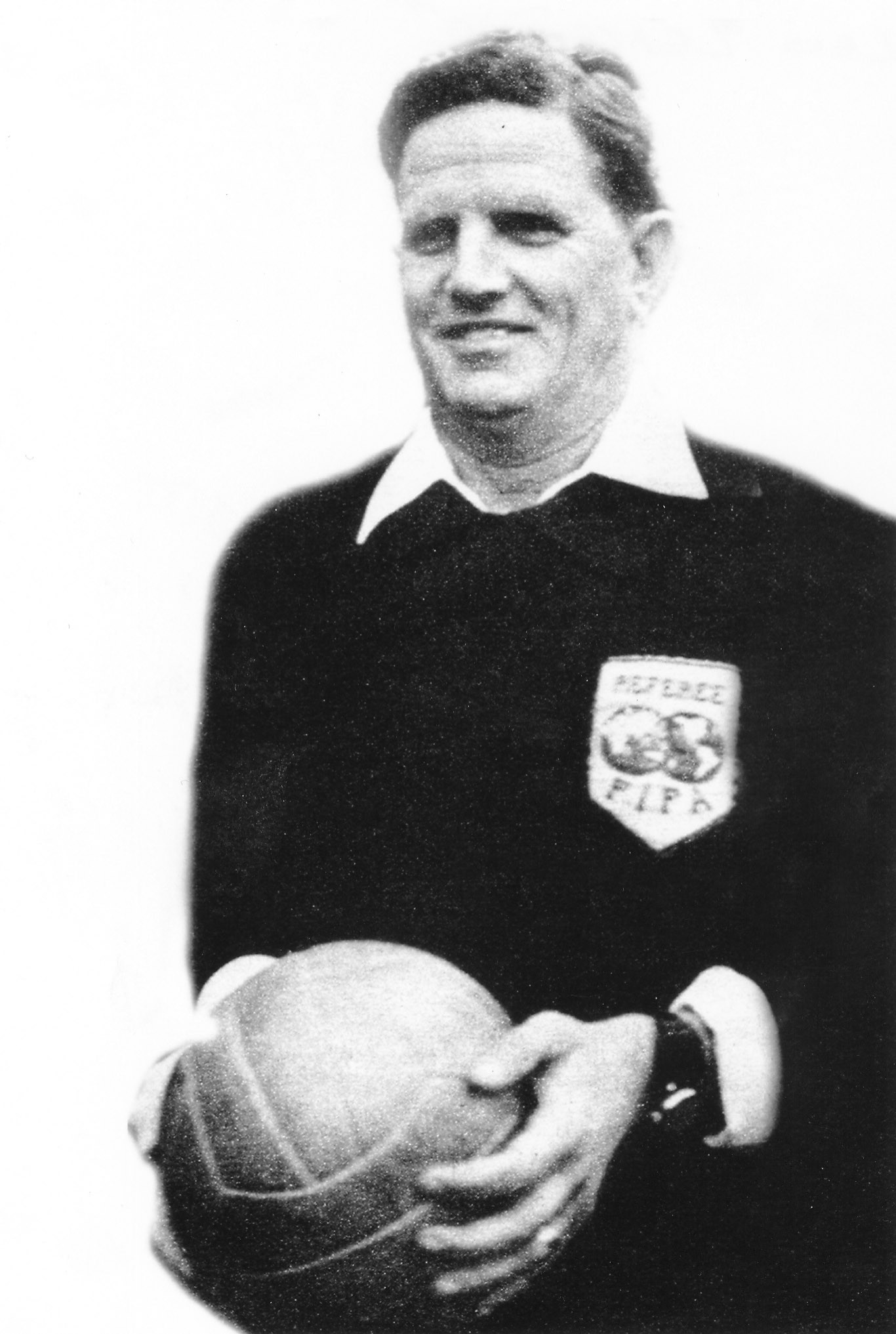
Leo Lemešić.

Les arbitres officiant pour cette compétition sont désignés par la FIFA. Ils viennent tous d'Europe.
Beaucoup d'arbitres officient pour la première dans une compétition majeure et internationale. Seuls trois arbitres ont dirigé des finales de compétitions nationales majeures par le passé : le Yougoslave Lemešić, qui a dirigé la finale de la Coupe de Yougoslavie 1947-1948 et les deux Français Sdez et la Salle.Victor Sdez a arbitré les finales de la Coupe de France 1942-1943. Charles de la Salle, quant à lui, a arbitré la finale de la Coupe de France 1939-1940.
De plus, les deux Français ont été juges de touche lors de la Coupe du monde 1938 (pour Sdez Tchécoslovaquie-Pays-Bas 3-0 a.p et Suède-Cuba 8-0 ; pour la Salle Hongrie-Indes orientales néerlandaises 6-0 et Brésil-Tchécoslovaquie 1-1 a.p..).
| - Johann Beck - / Stanley Boardman - Giuseppe Carpani - Gunnar Dahlner - Charles de la Salle - Vald Laursen | - Leo Lemešić - / William Ling - / George Reader - Victor Sdez - Karel van der Meer - / A.C. Williams |

## Tournoi olympique

### Tableau final
|  | Tour préliminaire 26 juillet 1948 - Portsmouth et Brighton | Tour préliminaire 26 juillet 1948 - Portsmouth et Brighton |   |  | Huitièmes de finale 31 juillet au 2 août 1948 - Londres | Huitièmes de finale 31 juillet au 2 août 1948 - Londres |             |                 | Quarts de finale 5 août 1948 - Londres | Quarts de finale 5 août 1948 - Londres |  |                 | Demi-finales 10 et 11 août 1948 - Londres | Demi-finales 10 et 11 août 1948 - Londres |  |  | Finale 13 août 1948 - Londres | Finale 13 août 1948 - Londres |
|  |                                                            |                                                            |   |  |                                                         |                                                         |             |                 |                                        |                                        |  |                 |                                           |                                           |  |  |                               |                               |
|  |                                                            |                                                            |   |  |                                                         |                                                         |             |                 |                                        |                                        |  |                 |                                           |                                           |  |  |                               |                               |
|  |                                                            |                                                            |   |  |                                                         |                                                         |             |                 |                                        |                                        |  |                 |                                           |                                           |  |  |                               |                               |
|  |                                                            | Yougoslavie                                                | 6 |  |                                                         |                                                         |             |                 |                                        |                                        |  |                 |                                           |                                           |  |  |                               |                               |
|  |                                                            |                                                            | 6 |  |                                                         |                                                         |             |                 |                                        |                                        |  |                 |                                           |                                           |  |  |                               |                               |
|  | Luxembourg                                                 | 6                                                          |   |  | Luxembourg                                              | 1                                                       |             |                 |                                        |                                        |  |                 |                                           |                                           |  |  |                               |                               |
|  | Luxembourg                                                 | 6                                                          |   |  | Luxembourg                                              | 1                                                       |             |                 |                                        |                                        |  |                 |                                           |                                           |  |  |                               |                               |
|  | Afghanistan                                                | 0                                                          |   |  |                                                         |                                                         |             |                 |                                        |                                        |  |                 |                                           |                                           |  |  |                               |                               |
|  | Afghanistan                                                | 0                                                          |   |  |                                                         |                                                         | Yougoslavie | 3               |                                        |                                        |  |                 |                                           |                                           |  |  |                               |                               |
|  |                                                            |                                                            |   |  |                                                         |                                                         | Yougoslavie | 3               |                                        |                                        |  |                 |                                           |                                           |  |  |                               |                               |
|  |                                                            |                                                            |   |  |                                                         |                                                         |             |                 | Turquie                                | 1                                      |  |                 |                                           |                                           |  |  |                               |                               |
|  |                                                            |                                                            |   |  |                                                         |                                                         |             |                 | Turquie                                | 1                                      |  |                 |                                           |                                           |  |  |                               |                               |
|  |                                                            |                                                            |   |  |                                                         |                                                         |             |                 |                                        |                                        |  |                 |                                           |                                           |  |  |                               |                               |
|  |                                                            | Turquie                                                    | 4 |  |                                                         |                                                         |             |                 |                                        |                                        |  |                 |                                           |                                           |  |  |                               |                               |
|  |                                                            |                                                            | 4 |  |                                                         |                                                         |             |                 |                                        |                                        |  |                 |                                           |                                           |  |  |                               |                               |
|  |                                                            |                                                            |   |  | Chine                                                   | 0                                                       |             |                 |                                        |                                        |  |                 |                                           |                                           |  |  |                               |                               |
|  |                                                            |                                                            |   |  | Chine                                                   | 0                                                       |             |                 |                                        |                                        |  |                 |                                           |                                           |  |  |                               |                               |
|  |                                                            |                                                            |   |  |                                                         |                                                         |             |                 |                                        |                                        |  |                 | Yougoslavie                               | 3                                         |  |  |                               |                               |
|  |                                                            |                                                            |   |  |                                                         |                                                         |             |                 |                                        |                                        |  |                 | Yougoslavie                               | 3                                         |  |  |                               |                               |
|  |                                                            |                                                            |   |  |                                                         |                                                         |             |                 |                                        |                                        |  | Grande-Bretagne | 1                                         |                                           |  |  |                               |                               |
|  |                                                            |                                                            |   |  |                                                         |                                                         |             |                 |                                        |                                        |  | Grande-Bretagne | 1                                         |                                           |  |  |                               |                               |
|  |                                                            |                                                            |   |  |                                                         |                                                         |             |                 |                                        |                                        |  |                 |                                           |                                           |  |  |                               |                               |
|  |                                                            |                                                            |   |  |                                                         |                                                         |             |                 |                                        |                                        |  |                 |                                           |                                           |  |  |                               |                               |
|  |                                                            | Grande-Bretagne                                            | 4 |  |                                                         |                                                         |             |                 |                                        |                                        |  |                 |                                           |                                           |  |  |                               |                               |
|  |                                                            |                                                            | 4 |  |                                                         |                                                         |             |                 |                                        |                                        |  |                 |                                           |                                           |  |  |                               |                               |
|  | Pays-Bas                                                   | 3                                                          |   |  | Pays-Bas                                                | 3ap                                                     |             |                 |                                        |                                        |  |                 |                                           |                                           |  |  |                               |                               |
|  | Pays-Bas                                                   | 3                                                          |   |  | Pays-Bas                                                | 3ap                                                     |             |                 |                                        |                                        |  |                 |                                           |                                           |  |  |                               |                               |
|  | République d'Irlande                                       | 1                                                          |   |  |                                                         |                                                         |             |                 |                                        |                                        |  |                 |                                           |                                           |  |  |                               |                               |
|  | République d'Irlande                                       | 1                                                          |   |  |                                                         |                                                         |             | Grande-Bretagne | 1                                      |                                        |  |                 |                                           |                                           |  |  |                               |                               |
|  |                                                            |                                                            |   |  |                                                         |                                                         |             | Grande-Bretagne | 1                                      |                                        |  |                 |                                           |                                           |  |  |                               |                               |
|  |                                                            |                                                            |   |  |                                                         |                                                         |             | France          | 0                                      |                                        |  |                 |                                           |                                           |  |  |                               |                               |
|  |                                                            |                                                            |   |  |                                                         |                                                         |             | France          | 0                                      |                                        |  |                 |                                           |                                           |  |  |                               |                               |
|  |                                                            |                                                            |   |  |                                                         |                                                         |             |                 |                                        |                                        |  |                 |                                           |                                           |  |  |                               |                               |
|  |                                                            | France                                                     | 2 |  |                                                         |                                                         |             |                 |                                        |                                        |  |                 |                                           |                                           |  |  |                               |                               |
|  |                                                            |                                                            | 2 |  |                                                         |                                                         |             |                 |                                        |                                        |  |                 |                                           |                                           |  |  |                               |                               |
|  |                                                            |                                                            |   |  | Inde                                                    | 1                                                       |             |                 |                                        |                                        |  |                 |                                           |                                           |  |  |                               |                               |
|  |                                                            |                                                            |   |  | Inde                                                    | 1                                                       |             |                 |                                        |                                        |  |                 |                                           |                                           |  |  |                               |                               |
|  |                                                            |                                                            |   |  |                                                         |                                                         |             |                 |                                        |                                        |  |                 |                                           |                                           |  |  | Yougoslavie                   | 1                             |
|  |                                                            |                                                            |   |  |                                                         |                                                         |             |                 |                                        |                                        |  |                 |                                           |                                           |  |  | Yougoslavie                   | 1                             |
|  |                                                            |                                                            |   |  |                                                         |                                                         |             |                 |                                        |                                        |  |                 |                                           |                                           |  |  | Suède                         | 3                             |
|  |                                                            |                                                            |   |  |                                                         |                                                         |             |                 |                                        |                                        |  |                 |                                           |                                           |  |  | Suède                         | 3                             |
|  |                                                            |                                                            |   |  |                                                         |                                                         |             |                 |                                        |                                        |  |                 |                                           |                                           |  |  |                               |                               |
|  |                                                            |                                                            |   |  |                                                         |                                                         |             |                 |                                        |                                        |  |                 |                                           |                                           |  |  |                               |                               |
|  |                                                            | Suède                                                      | 3 |  |                                                         |                                                         |             |                 |                                        |                                        |  |                 |                                           |                                           |  |  |                               |                               |
|  |                                                            |                                                            | 3 |  |                                                         |                                                         |             |                 |                                        |                                        |  |                 |                                           |                                           |  |  |                               |                               |
|  |                                                            |                                                            |   |  | Autriche                                                | 0                                                       |             |                 |                                        |                                        |  |                 |                                           |                                           |  |  |                               |                               |
|  |                                                            |                                                            |   |  | Autriche                                                | 0                                                       |             |                 |                                        |                                        |  |                 |                                           |                                           |  |  |                               |                               |
|  |                                                            |                                                            |   |  |                                                         |                                                         |             |                 |                                        |                                        |  |                 |                                           |                                           |  |  |                               |                               |
|  |                                                            |                                                            |   |  | Suède                                                   | 12                                                      |             |                 |                                        |                                        |  |                 |                                           |                                           |  |  |                               |                               |
|  |                                                            |                                                            |   |  |                                                         |                                                         |             |                 |                                        |                                        |  |                 |                                           |                                           |  |  |                               |                               |
|  |                                                            |                                                            |   |  |                                                         |                                                         |             |                 | Corée du Sud                           | 0                                      |  |                 |                                           |                                           |  |  |                               |                               |
|  |                                                            |                                                            |   |  |                                                         |                                                         |             |                 | Corée du Sud                           | 0                                      |  |                 |                                           |                                           |  |  |                               |                               |
|  |                                                            |                                                            |   |  |                                                         |                                                         |             |                 |                                        |                                        |  |                 |                                           |                                           |  |  |                               |                               |
|  |                                                            | Corée du Sud                                               | 5 |  |                                                         |                                                         |             |                 |                                        |                                        |  |                 |                                           |                                           |  |  |                               |                               |
|  |                                                            |                                                            | 5 |  |                                                         |                                                         |             |                 |                                        |                                        |  |                 |                                           |                                           |  |  |                               |                               |
|  |                                                            |                                                            |   |  | Mexique                                                 | 3                                                       |             |                 |                                        |                                        |  |                 |                                           |                                           |  |  |                               |                               |
|  |                                                            |                                                            |   |  | Mexique                                                 | 3                                                       |             |                 |                                        |                                        |  |                 |                                           |                                           |  |  |                               |                               |
|  |                                                            |                                                            |   |  |                                                         |                                                         |             |                 |                                        |                                        |  |                 | Suède                                     | 4                                         |  |  |                               |                               |
|  |                                                            |                                                            |   |  |                                                         |                                                         |             |                 |                                        |                                        |  |                 | Suède                                     | 4                                         |  |  |                               |                               |
|  |                                                            |                                                            |   |  |                                                         |                                                         |             |                 |                                        |                                        |  | Danemark        | 2                                         |                                           |  |  |                               |                               |
|  |                                                            |                                                            |   |  |                                                         |                                                         |             |                 |                                        |                                        |  | Danemark        | 2                                         |                                           |  |  |                               |                               |
|  |                                                            |                                                            |   |  |                                                         |                                                         |             |                 |                                        |                                        |  |                 |                                           |                                           |  |  |                               |                               |
|  |                                                            |                                                            |   |  |                                                         |                                                         |             |                 |                                        |                                        |  |                 |                                           |                                           |  |  |                               |                               |
|  |                                                            | Danemark                                                   | 3 |  |                                                         |                                                         |             |                 |                                        |                                        |  |                 |                                           |                                           |  |  |                               |                               |
|  |                                                            |                                                            | 3 |  |                                                         |                                                         |             |                 |                                        |                                        |  |                 |                                           |                                           |  |  |                               |                               |
|  |                                                            |                                                            |   |  | Égypte                                                  | 1ap                                                     |             |                 |                                        |                                        |  |                 |                                           |                                           |  |  |                               |                               |
|  |                                                            |                                                            |   |  | Égypte                                                  | 1ap                                                     |             |                 |                                        |                                        |  |                 |                                           |                                           |  |  |                               |                               |
|  |                                                            |                                                            |   |  |                                                         |                                                         |             |                 |                                        |                                        |  |                 |                                           |                                           |  |  |                               |                               |
|  |                                                            |                                                            |   |  | Danemark                                                | 5                                                       |             |                 |                                        |                                        |  |                 |                                           |                                           |  |  |                               |                               |
|  |                                                            |                                                            |   |  |                                                         |                                                         |             |                 |                                        |                                        |  |                 |                                           |                                           |  |  |                               |                               |
|  |                                                            |                                                            |   |  |                                                         |                                                         |             |                 | Italie                                 | 3                                      |  |                 |                                           |                                           |  |  |                               |                               |
|  |                                                            |                                                            |   |  |                                                         |                                                         |             |                 | Italie                                 | 3                                      |  |                 |                                           |                                           |  |  |                               |                               |
|  |                                                            |                                                            |   |  |                                                         |                                                         |             |                 |                                        |                                        |  |                 |                                           |                                           |  |  |                               |                               |
|  |                                                            | Italie                                                     | 9 |  |                                                         |                                                         |             |                 |                                        |                                        |  |                 |                                           |                                           |  |  |                               |                               |
|  |                                                            |                                                            | 9 |  |                                                         |                                                         |             |                 |                                        |                                        |  |                 |                                           |                                           |  |  |                               |                               |
|  |                                                            |                                                            |   |  | États-Unis                                              | 0                                                       |             |                 |                                        |                                        |  |                 |                                           |                                           |  |  |                               |                               |
|  |                                                            |                                                            |   |  | États-Unis                                              | 0                                                       |             |                 |                                        |                                        |  |                 |                                           |                                           |  |  |                               |                               |
|  |                                                            |                                                            |   |  |                                                         |                                                         |             |                 |                                        |                                        |  |                 |                                           |                                           |  |  |                               |                               |

### Tour préliminaire

#### Matchs originellement prévus
Quatorze équipes sur les vingt trois engagées sont tirées au sort pour disputer le tour préliminaire (sept matchs planifiés). Mais les forfaits du Pakistan et de la Birmanie, ainsi que ceux de trois équipes devant débuter au tour suivant, entrainement l'annulation de plusieurs matchs et rend nécessaire la réorganisation du tableau. Les matchs Chine-Turquie, Égypte-Danemark et Suède-Autriche sont ainsi déplacés au tour suivant, en huitièmes de finale, le tour préliminaire ne concerne alors plus que quatre équipes et seuls deux des matchs prévus à ce stade ont donc lieu.
| Date       |  | Pays        |  | Pays                 |
| ---------- |  | ----------- |  | -------------------- |
| 26 juillet |  | Luxembourg  |  | Afghanistan          |
| 26 juillet |  | Pays-Bas    |  | République d'Irlande |
| 26 juillet |  | Birmanie    |  | Inde                 |
| 26 juillet |  | Turquie     |  | Chine                |
| 27 juillet |  | Yougoslavie |  | Pakistan             |
| 27 juillet |  | Danemark    |  | Égypte               |
| 27 juillet |  | Suède       |  | Autriche             |

#### Matchs disputés
Seuls deux matchs initialement prévus sont joués.
| 26 juillet 1948 | Pays-Bas | 3 – 1   | République d'Irlande                                                                                   | | |
| 18:00           | Wilkes 1re 74e · Roosenburg 11e                                                                               |         | 52e O'Kelly                                                                                            | Fratton Park, Portsmouth Spectateurs : 8 000 Arbitrage : Reader assisté de S.T. Stevens et de P.G. Drewry | Fratton Park, Portsmouth Spectateurs : 8 000 Arbitrage : Reader assisté de S.T. Stevens et de P.G. Drewry |
| 18:00           | (Rapports de la FIFAet de voetbalstats.nl)                                                                    |         | | Fratton Park, Portsmouth Spectateurs : 8 000 Arbitrage : Reader assisté de S.T. Stevens et de P.G. Drewry | Fratton Park, Portsmouth Spectateurs : 8 000 Arbitrage : Reader assisté de S.T. Stevens et de P.G. Drewry |
| 18:00           | Kraak - van Bun, Schijvenaar - Krijgh, Terlouw, de Vroet - van de Tuijn, Rijvers, Roosenburg, Wilkes, Lenstra | Équipes | Lawler - Glennon, Richardson - Barry, Kavanagh, O'Grady - McDonald, McLoughlin, Cleary, O'Kelly, Smith | Fratton Park, Portsmouth Spectateurs : 8 000 Arbitrage : Reader assisté de S.T. Stevens et de P.G. Drewry | Fratton Park, Portsmouth Spectateurs : 8 000 Arbitrage : Reader assisté de S.T. Stevens et de P.G. Drewry |

| 26 juillet 1948 | Luxembourg                                                                                    | 6 – 0   | Afghanistan | | |
| 18:00           | Gales · Schammel · Kettel · Paulus                                                            |         | | Goldstone Ground, Brighton Spectateurs : 5 000 Arbitrage : A.C. Williams assisté de W.E. Dellow et d’ A.W. Smith | Goldstone Ground, Brighton Spectateurs : 5 000 Arbitrage : A.C. Williams assisté de W.E. Dellow et d’ A.W. Smith |
| 18:00           | (Rapport de la FIFA)                                                                          |         | | Goldstone Ground, Brighton Spectateurs : 5 000 Arbitrage : A.C. Williams assisté de W.E. Dellow et d’ A.W. Smith | Goldstone Ground, Brighton Spectateurs : 5 000 Arbitrage : A.C. Williams assisté de W.E. Dellow et d’ A.W. Smith |
| 18:00           | Michaux - Pauly, J. Feller - Wagner, May - V. Feller, Gales, Kremer, Kettel, Paulus, Schammel | Équipes | A.G. Assar - Gharzai, M.S. Yusufzai - Azimi, Barakzai, A.A. Kharot - M.A. Kharot, Afzal, G.A. Assar, Tajik, A.G. Yusufsai | Goldstone Ground, Brighton Spectateurs : 5 000 Arbitrage : A.C. Williams assisté de W.E. Dellow et d’ A.W. Smith | Goldstone Ground, Brighton Spectateurs : 5 000 Arbitrage : A.C. Williams assisté de W.E. Dellow et d’ A.W. Smith |

Pour sa seconde participation aux Jeux olympiques, l'Irlande retrouve les Pays-Bas comme lors des quarts de finale en 1924. Elle ne peut rien face à l'efficacité des Néerlandais Wilkes — qui inscrit un doublé — et celle de Roosenburg (un but), malgré le but de Brendan O'Kelly.
Le Luxembourg participe pour la cinquième fois consécutive aux Jeux olympiques. Quant à l'Afghanistan, il participe à sa première et unique compétition mondiale. Lors de ce match, les Luxembourgeois réalisent le meilleur match, au niveau de l'efficacité, de leur sélection, en inscrivant six buts et en n'encaissant aucun (ce qui constitue, à ce jour, la plus large victoire de l'histoire de la sélection du Grand-duché). Il s'agit aussi de la première victoire aux Jeux olympiques.

### Huitièmes de finale

#### Matchs originellement prévus
La Pologne, la Hongrie et Israël qui font partie des neuf équipes exemptées de tour préliminaire et doivent commencer le tournoi en huitième de finale déclarent forfait. Ces forfaits s'ajoutant à ceux du tour préliminaire, une nouvelle planification du tableau est nécessaire.
| Date       |  | Pays                                  |  | Pays                                        |
| ---------- |  | ------------------------------------- |  | ------------------------------------------- |
| 31 juillet |  | vainqueur de Yougoslavie / Pakistan   |  | Israël                                      |
| 31 juillet |  | vainqueur de Luxembourg / Afghanistan |  | vainqueur de Danemark/ Égypte               |
| 31 juillet |  | Grande-Bretagne                       |  | vainqueur de Pays-Bas/ République d'Irlande |
| 31 juillet |  | France                                |  | vainqueur de Inde/ Birmanie                 |
| 2 août     |  | vainqueur de Turquie / Chine          |  | vainqueur de Suède/ Autriche                |
| 2 août     |  | Mexique                               |  | Corée du Sud                                |
| 2 août     |  | Hongrie                               |  | Italie                                      |
| 2 août     |  | Pologne                               |  | États-Unis                                  |

#### Matchs disputés
En raison des nombreux forfaits (tour préliminaire et huitièmes de finale), les matchs sont réorganisés. Il n'y a plus que deux rencontres à disputer en tour préliminaire (qualifications du Luxembourg contre l'Afghanistan 6 à 0 et des Pays-Bas contre l'Irlande 3 à 1). Les huitièmes de finales sont joués le 31 juillet et le 2 août.
| 31 juillet 1948 | Yougoslavie | 6 – 1   | Luxembourg                                                                                    |                                                                                                 |                                                                                                 |
| 18:30           | Stanković 57e · Mihajlović 61e · Že. Čajkovski 65e 70e · Mitić 74e · Bobek 87e                                          |         | 10e Schammel                                                                                  | Craven Cottage, Fulham Spectateurs : 7 000 Arbitrage : van der Meer assisté de Best et de Leafe | Craven Cottage, Fulham Spectateurs : 7 000 Arbitrage : van der Meer assisté de Best et de Leafe |
| 18:30           | (Rapports de la FIFA etde la FSS)                                                                                       |         |                                                                                               | Craven Cottage, Fulham Spectateurs : 7 000 Arbitrage : van der Meer assisté de Best et de Leafe | Craven Cottage, Fulham Spectateurs : 7 000 Arbitrage : van der Meer assisté de Best et de Leafe |
| 18:30           | Šoštarić – Brozović, Stanković – Atanacković, Mihajlović, Zl. Čajkovski, Jovanović – Mitić, Wölfl, Bobek, Že. Čajkovski | Équipes | Michaux - Pauly, J. Feller - Wagner, May - V. Feller, Gales, Konter, Kettel, Paulus, Schammel | Craven Cottage, Fulham Spectateurs : 7 000 Arbitrage : van der Meer assisté de Best et de Leafe | Craven Cottage, Fulham Spectateurs : 7 000 Arbitrage : van der Meer assisté de Best et de Leafe |

| 31 juillet 1948 | Danemark | 3 – 1 (a.p.) | Égypte                                                                                                  | | |
| 18:30           | K. Hansen 82e 95e · Pløger 119e (pen.)                                                                         |              | 83e El Guindy                                                                                           | Selhurst Park, South Norwood Spectateurs : 12 000 Arbitrage : Boardman assisté de Eklind et de Beck | Selhurst Park, South Norwood Spectateurs : 12 000 Arbitrage : Boardman assisté de Eklind et de Beck |
| 18:30           | (Rapports de la FIFA,de la DBU etde l'EFA)                                                                     |              | | Selhurst Park, South Norwood Spectateurs : 12 000 Arbitrage : Boardman assisté de Eklind et de Beck | Selhurst Park, South Norwood Spectateurs : 12 000 Arbitrage : Boardman assisté de Eklind et de Beck |
| 18:30           | Nielsen – V. Jensen, Overgaard – Pilmark, Ørnvold, I. Jensen – Pløger, Lundberg, K.A. Hansen, J. Hansen, Præst | Équipes      | Imam - Hammami, Sedki - El-Maati, Abou Habaga, Bastan - Al Dhizui, El-Guindy, El-Mekkawi, Sakr, Madkour | Selhurst Park, South Norwood Spectateurs : 12 000 Arbitrage : Boardman assisté de Eklind et de Beck | Selhurst Park, South Norwood Spectateurs : 12 000 Arbitrage : Boardman assisté de Eklind et de Beck |

| 31 juillet 1948 | Grande-Bretagne                                                                                 | 4 – 3 (a.p.) | Pays-Bas                                                                                                 |                                                                                                  |                                                                                                  |
| 18:30           | McBain 22e · Hardisty 58e · Kelleher 77e · McIlvenny 111e                                       |              | 20e 63e Appel · 81e Wilkes                                                                               | Arsenal Stadium, Highbury Spectateurs : 21 000 Arbitrage : Laursen assisté de Carpani et de Sdez | Arsenal Stadium, Highbury Spectateurs : 21 000 Arbitrage : Laursen assisté de Carpani et de Sdez |
| 18:30           | (Rapports de la FIFAet du voetbalstats.nl)                                                      |              | | Arsenal Stadium, Highbury Spectateurs : 21 000 Arbitrage : Laursen assisté de Carpani et de Sdez | Arsenal Stadium, Highbury Spectateurs : 21 000 Arbitrage : Laursen assisté de Carpani et de Sdez |
| 18:30           | Simpson – Neale, Manning – Lee, Fright, McBain – Hardisty , Hopper, McIlvenny, Kelleher, Kippax | Équipes      | Kraak - van Bun, Schijvenaar - Krijgh, Terlouw, de Vroet - van de Tuijn, Rijvers, Appel, Wilkes, Lenstra | Arsenal Stadium, Highbury Spectateurs : 21 000 Arbitrage : Laursen assisté de Carpani et de Sdez | Arsenal Stadium, Highbury Spectateurs : 21 000 Arbitrage : Laursen assisté de Carpani et de Sdez |

| 31 juillet 1948 | France                                                                                          | 2 – 1   | Inde                                                                                         |                                                                                                  |                                                                                                  |
| 18:30           | Courbin 30e · Persillon 89e                                                                     |         | 70e Raman                                                                                    | Cricklefield Stadium, Ilford Spectateurs : 17 000 Arbitrage : Dahlner assisté de Rae et de Gamba | Cricklefield Stadium, Ilford Spectateurs : 17 000 Arbitrage : Dahlner assisté de Rae et de Gamba |
| 18:30           | (Rapport de la FIFA)                                                                            |         |                                                                                              | Cricklefield Stadium, Ilford Spectateurs : 17 000 Arbitrage : Dahlner assisté de Rae et de Gamba | Cricklefield Stadium, Ilford Spectateurs : 17 000 Arbitrage : Dahlner assisté de Rae et de Gamba |
| 18:30           | Rouxel - Bienvenu - Krug, Rouellé, Colau, Robert, Persillon - Heckel, Strappe, Palluch, Courbin | Équipes | Varada Raj - Mohammed, Manna - Basheer, Ao , Prasad - Das, Ramachandra, Mewalal, Khan, Raman | Cricklefield Stadium, Ilford Spectateurs : 17 000 Arbitrage : Dahlner assisté de Rae et de Gamba | Cricklefield Stadium, Ilford Spectateurs : 17 000 Arbitrage : Dahlner assisté de Rae et de Gamba |

| 2 août 1948 | Turquie                                                                                          | 4 – 0   | Chine | | |
| 18:30       | Kılıç 18e 61e · Saygun 72e · Küçükandonyadis 87e                                                 |         | | Green Pond Road Stadium, Walthamstow Spectateurs : 3 000 Arbitrage : Beck assisté de Boardman et d’ Awny | Green Pond Road Stadium, Walthamstow Spectateurs : 3 000 Arbitrage : Beck assisté de Boardman et d’ Awny |
| 18:30       | (Rapports de la FIFAet de la TFF)                                                                |         | | Green Pond Road Stadium, Walthamstow Spectateurs : 3 000 Arbitrage : Beck assisté de Boardman et d’ Awny | Green Pond Road Stadium, Walthamstow Spectateurs : 3 000 Arbitrage : Beck assisté de Boardman et d’ Awny |
| 18:30       | Arman - Alyüz, Tosuncuk - Torkal, Eken - Saygun, Kırcan, Keskin, Kılıç, Küçükandonyadis, Gülesin | Équipes | Chang Pang Rum - Hau Yung Sang, Nien Sze Shing - Chau Man Chi, Sung Ling Sing, Lau Chung Sang - Ho Ying Fun, Chang King Hai, Chu Wing Keong, Chia Boon Leong, Li Tai Fei | Green Pond Road Stadium, Walthamstow Spectateurs : 3 000 Arbitrage : Beck assisté de Boardman et d’ Awny | Green Pond Road Stadium, Walthamstow Spectateurs : 3 000 Arbitrage : Beck assisté de Boardman et d’ Awny |

| 2 août 1948 | Suède | 3 – 0   | Autriche                                                                                         |                                                                                                 |                                                                                                 |
| 18:30       | G. Nordahl 2e 10e · Rosen 71e                                                                                    |         |                                                                                                  | White Hart Lane, Tottenham Spectateurs : 9 514 Arbitrage : Ling assisté de Gamba et d’ El-Sayed | White Hart Lane, Tottenham Spectateurs : 9 514 Arbitrage : Ling assisté de Gamba et d’ El-Sayed |
| 18:30       | (Rapports de la FIFA,de la SvFF etde l'ÖFB)                                                                      |         |                                                                                                  | White Hart Lane, Tottenham Spectateurs : 9 514 Arbitrage : Ling assisté de Gamba et d’ El-Sayed | White Hart Lane, Tottenham Spectateurs : 9 514 Arbitrage : Ling assisté de Gamba et d’ El-Sayed |
| 18:30       | Lingberg – K. Nordahl, Nilsson – Rosengren , B. Nordahl, Andersson, Rosén – Gren, G. Nordahl, Carlsson, Liedholm | Équipes | Pelikan - Kowanz, Happel, Ocwirk - Mikolasch, Joksch - Melchior, Habitzl, Epp, Hahnemann, Körner | White Hart Lane, Tottenham Spectateurs : 9 514 Arbitrage : Ling assisté de Gamba et d’ El-Sayed | White Hart Lane, Tottenham Spectateurs : 9 514 Arbitrage : Ling assisté de Gamba et d’ El-Sayed |

| 2 août 1948 | Mexique | 3 – 5   | Corée du Sud |                                                                                                  |                                                                                                  |
| 18:30       | Cárdenas 23e · Figueroa 85e · Ruiz 89e                                                                                         |         | 13e Choi Song-gon · 30e Bai Chon-go · 63e 66e Chung Kook-chin · 87e Chung Nam-sik                                                                                         | Champion Hill, Dulwich Spectateurs : 6 500 Arbitrage : Lemešić assisté de Carpani et de Matančić | Champion Hill, Dulwich Spectateurs : 6 500 Arbitrage : Lemešić assisté de Carpani et de Matančić |
| 18:30       | (Rapports de la FIFA etde la FEMEXFUT)                                                                                         |         | | Champion Hill, Dulwich Spectateurs : 6 500 Arbitrage : Lemešić assisté de Carpani et de Matančić | Champion Hill, Dulwich Spectateurs : 6 500 Arbitrage : Lemešić assisté de Carpani et de Matančić |
| 18:30       | Quintero Nava - Rodriguez Navarro, Rodríguez Peralta, Thompson, Cárdenas - Figueroa, Córdoba - Garduño, Mercado, Sanchez, Ruiz | Équipes | Hong Deok-young - Park Kyu-chung, Park Dai-chong - Kim Kyu-hwan, Min Byung-dae, Chung Nam-sik, Choi Sung-gon - Woo Zung-whan, Bai Chong-ho, Kim Yong-sik, Chung Kook-chin | Champion Hill, Dulwich Spectateurs : 6 500 Arbitrage : Lemešić assisté de Carpani et de Matančić | Champion Hill, Dulwich Spectateurs : 6 500 Arbitrage : Lemešić assisté de Carpani et de Matančić |

| 2 août 1948 | Italie                                                                                             | 9 – 0   | États-Unis                                                                                            | | |
| 18:30       | Pernigo 2e 57e 88e 90e · Stellin 25e (pen.) · Turconi 46e · Cavigioli 72e 87e · Caprile 90e        |         | | Griffin Park, Brentford Spectateurs : 20 000 Arbitrage : la Salle assisté de Sdez et d’ A. Asmussen | Griffin Park, Brentford Spectateurs : 20 000 Arbitrage : la Salle assisté de Sdez et d’ A. Asmussen |
| 18:30       | (Rapports de la FIFAet de la FIGC)                                                                 |         | | Griffin Park, Brentford Spectateurs : 20 000 Arbitrage : la Salle assisté de Sdez et d’ A. Asmussen | Griffin Park, Brentford Spectateurs : 20 000 Arbitrage : la Salle assisté de Sdez et d’ A. Asmussen |
| 18:30       | Casari - Giovannini, Stellin - Presca, Neri , Mari, Turconi, Cassani - Cavigioli, Pernigo, Caprile | Équipes | Strimel - Martin - Costa , Colombo, Ferreira, Bahr - Beckman, J. Souza, Bertani, McLaughlin, E. Souza | Griffin Park, Brentford Spectateurs : 20 000 Arbitrage : la Salle assisté de Sdez et d’ A. Asmussen | Griffin Park, Brentford Spectateurs : 20 000 Arbitrage : la Salle assisté de Sdez et d’ A. Asmussen |

La rencontre entre l'équipe de Yougoslavie et l'équipe du Luxembourg commence à l'avantage des Luxembourgeois, puisque ceux-ci mènent 1-0 à la mi-temps. Le CIO indique que les Yougoslaves posent le jeu et que les Luxembourgeois jouent un football attractif mais sans vitesse. Ce sont les Yougoslaves qui s'imposent, 6-1 après un retour remarquable.
Le CIO précise, dans son rapport, que les Égyptiens ne sont pas habitués à jouer sur terrain humide, ce qui expliquerait leur défaite face au Danemark de Kaj Hansen.
Le match entre la Grande-Bretagne et les Pays-Bas est la seconde et dernière confrontation entre les deux équipes, la précédente ayant eu lieu lors des Jeux olympiques de 1908, remportée par la Grande-Bretagne sur le score de 4-0. Le match est très serré, puisqu'il y a 3-3 à l'issue du temps réglementaire. À la 111e minute, un but de l'attaquant de Bradford Park Avenue FC, Harry McIlvenny, permet à la Grande-Bretagne de se qualifier.

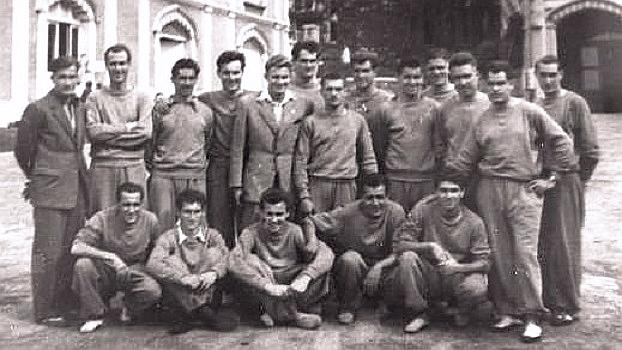
L'équipe de France olympique avant le tournoi.

L'équipe d'Inde, composée avec beaucoup de joueurs venus du Bengale, joue son premier match officiel le 31 juillet 1948 contre l'équipe de France olympique. Cette sélection indienne surprend en ne s'inclinant que deux buts à un face à la France, manquant notamment deux penaltys (un est tiré au-dessus, le second est arrêté par le gardien français Rouxel).
Le fait que les Indiens jouent au football pieds nus,, y compris dans le cadre d'une compétition internationale, a été considéré comme original et surprenant par l'opinion publique et nombre d'anecdotes ont fleuri autour de ce détail. Par exemple, lors d'une réception au palais de Buckingham, le roi George VI aurait demandé à Manna de retrousser le bas de son pantalon pour vérifier si ses jambes étaient en acier.
Pour sa quatrième participation consécutive aux Jeux olympiques, la Turquie affronte pour la première fois la Chine, qui a déjà participé à l'olympiade précédente. Grâce à un doublé de Kılıç et des buts de Saygun et de Küçükandonyadis, la Turquie s'impose et passe pour la première fois le premier tour.
Le match entre les équipes de Suède et d'Autriche se déroule au White Hart Lane, sur un terrain gorgé d'eau. Dès le début du match, la Suède mène au score grâce à un doublé de Gunnar Nordahl. Les Autrichiens jouent physiquement et de manière rugueuse en seconde mi-temps, ce qui entraîne des avertissements : celui du Suédois Rosengren et celui de l'Autrichien Ocwirk mais surtout l'expulsion à la 65e minute du défenseur droit autrichien Kowanz. Rosen profite de cette supériorité numérique pour élargir l'écart.
Pour sa première participation à une compétition internationale, la Corée du Sud surprend le Mexique, qui a déjà participé à l'édition 1928, sans succès. Le CIO décrit les Mexicains comme de « faux paresseux ».

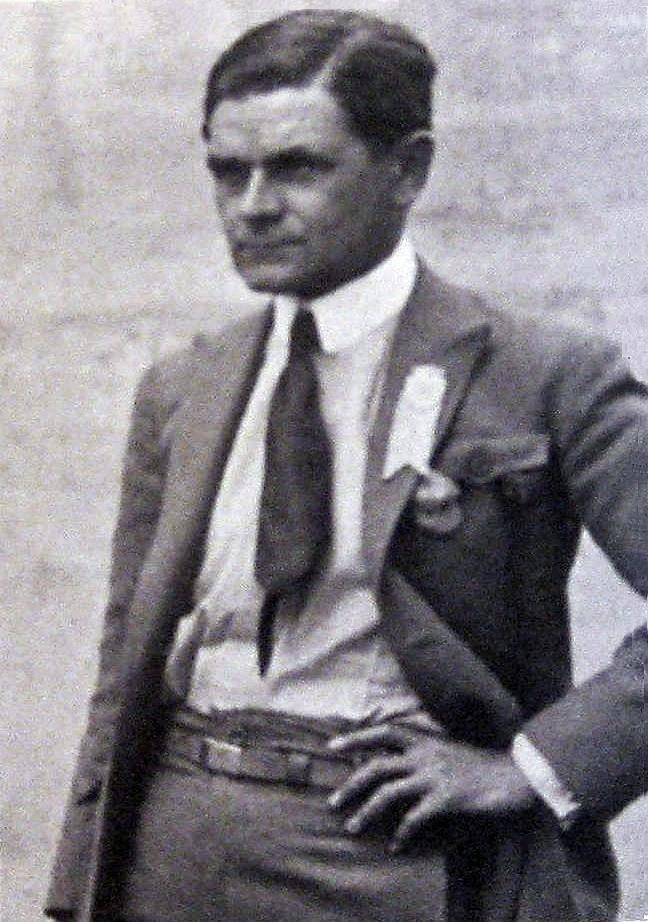
Le sélectionneur italien Pozzo (ici en 1920), vainqueur des JO 1936, domine la sélection américaine neuf buts à zéro.

Comme aux Jeux olympiques de 1936, l'Italie entame la compétition face aux États-Unis. Le sélectionneur Pozzo utilise le même système de jeu (le WM) que lors des Coupes du monde de 1934 et 1938. Au cours de ce match, l'Italien Giovannini est averti et Pernigo réalise un quadruplé. Le rapport du CIO stipule que les Américains manquent de cohésion.
Néanmoins, le journal italien Il Calcio Illustrato écrit que l'opposition américaine a été faible mais que les Italiens « ont des raisons d'espérer face aux Danois », même si la sélection danoise est composée de joueurs confirmés. Il s'agit de la plus large victoire de l'histoire de la sélection italienne.

### Quarts de finale
| 5 août 1948 | Turquie                                                                                          | 1 – 3   | Yougoslavie | | |
| 18:30       | Gülesin 33e                                                                                      |         | 21e Že. Čajkovski · 60e Bobek · 80e Wölfl                                                                              | Cricklefield Stadium, Ilford Spectateurs : 8 000 Arbitrage : Sdez assisté d’ A. Asmussen et de Dahlner | Cricklefield Stadium, Ilford Spectateurs : 8 000 Arbitrage : Sdez assisté d’ A. Asmussen et de Dahlner |
| 18:30       | (Rapports de la FIFA,de la FSS et de la TFF)                                                     |         | | Cricklefield Stadium, Ilford Spectateurs : 8 000 Arbitrage : Sdez assisté d’ A. Asmussen et de Dahlner | Cricklefield Stadium, Ilford Spectateurs : 8 000 Arbitrage : Sdez assisté d’ A. Asmussen et de Dahlner |
| 18:30       | Arman - Alyüz, Tosuncuk - Özkaya, Eken - Saygun, Kırcan, Keskin, Kılıç, Küçükandonyadis, Gülesin | Équipes | Šoštarić – Brozović, Stanković – Zl. Čajkovski, Jovanović, Atanacković – Tomašević, Mitić, Wölfl, Bobek, Že. Čajkovski | Cricklefield Stadium, Ilford Spectateurs : 8 000 Arbitrage : Sdez assisté d’ A. Asmussen et de Dahlner | Cricklefield Stadium, Ilford Spectateurs : 8 000 Arbitrage : Sdez assisté d’ A. Asmussen et de Dahlner |

| 5 août 1948 | Suède | 12 – 0  | Corée du Sud | | |
| 18:30       | Liedholm 11e 62e · G. Nordahl 25e 40e 78e 80e · Gren 27e · Carlsson 61e 64e 82e · Rosén 72e 85e               |         | | Selhurst Park, South Norwood Spectateurs : 7 110 Arbitrage : Carpani assisté de Schapper et de Leafe | Selhurst Park, South Norwood Spectateurs : 7 110 Arbitrage : Carpani assisté de Schapper et de Leafe |
| 18:30       | (Rapports de la FIFAet de la SvFF)                                                                            |         | | Selhurst Park, South Norwood Spectateurs : 7 110 Arbitrage : Carpani assisté de Schapper et de Leafe | Selhurst Park, South Norwood Spectateurs : 7 110 Arbitrage : Carpani assisté de Schapper et de Leafe |
| 18:30       | Lingberg – Leander, Nilsson – Rosengren , B. Nordahl, Andersson, Rosén – Gren, G. Nordahl, Carlsson, Liedholm | Équipes | Hong Deok-young - Park Kyu-chung, Park Dai-chong - Kim Kyu-hwan, Min Byung-dae, Chung Nam-sik, Choi Sung-gon - Woo Zung-whan, Bai Chong-ho, Kim Yong-sik, Chung Kook-chin | Selhurst Park, South Norwood Spectateurs : 7 110 Arbitrage : Carpani assisté de Schapper et de Leafe | Selhurst Park, South Norwood Spectateurs : 7 110 Arbitrage : Carpani assisté de Schapper et de Leafe |

| 5 août 1948 | Grande-Bretagne                                                                                       | 1 – 0   | France                                                                                           | | |
| 18:30       | Hardisty 29e                                                                                          |         |                                                                                                  | Craven Cottage, Fulham Spectateurs : 25 000 Arbitrage : van der Meer assisté de Laursen et de Lemešić | Craven Cottage, Fulham Spectateurs : 25 000 Arbitrage : van der Meer assisté de Laursen et de Lemešić |
| 18:30       | (Rapport de la FIFA)                                                                                  |         |                                                                                                  | Craven Cottage, Fulham Spectateurs : 25 000 Arbitrage : van der Meer assisté de Laursen et de Lemešić | Craven Cottage, Fulham Spectateurs : 25 000 Arbitrage : van der Meer assisté de Laursen et de Lemešić |
| 18:30       | McAlinden – Neale, McColl – Lee, Fright, McBain – Hardisty, Donovan (en), McIlvenny, Kelleher, Kippax | Équipes | Rouxel - Bienvenu - Krug, Persillon, Colau, Robert - Heckel, Strappe, Hebinger, Palluch, Courbin | Craven Cottage, Fulham Spectateurs : 25 000 Arbitrage : van der Meer assisté de Laursen et de Lemešić | Craven Cottage, Fulham Spectateurs : 25 000 Arbitrage : van der Meer assisté de Laursen et de Lemešić |

| 5 août 1948 | Danemark | 5 – 3   | Italie                                                                                                 |                                                                                           |                                                                                           |
| 18:30       | J. Hansen 30e 53e 74e 82e · Pløger 84e                                                                         |         | 50e Cavigioli · 67e Caprile · 81e Pernigo                                                              | Arsenal Stadium, Highbury Spectateurs : 25 000 Arbitrage : Ling assisté de Beck et de Rae | Arsenal Stadium, Highbury Spectateurs : 25 000 Arbitrage : Ling assisté de Beck et de Rae |
| 18:30       | (Rapports de la FIFA, de la DBUet de la FIGC)                                                                  |         | | Arsenal Stadium, Highbury Spectateurs : 25 000 Arbitrage : Ling assisté de Beck et de Rae | Arsenal Stadium, Highbury Spectateurs : 25 000 Arbitrage : Ling assisté de Beck et de Rae |
| 18:30       | Nielsen – V. Jensen – Pilmark, Ørnvold, Overgaard, I. Jensen – Pløger, K.A. Hansen , Seebach, J. Hansen, Præst | Équipes | Casari - Giovannini, Stellin - Maestrelli, Neri , Mari, Turconi, Cassani - Cavigioli, Pernigo, Caprile | Arsenal Stadium, Highbury Spectateurs : 25 000 Arbitrage : Ling assisté de Beck et de Rae | Arsenal Stadium, Highbury Spectateurs : 25 000 Arbitrage : Ling assisté de Beck et de Rae |

Le CIO précise que les Turcs sont jugés trop lents et ont des difficultés à jouer sur les terrains anglais. Au cours du match contre la Yougoslavie, le milieu de terrain Eken et l'attaquant Gülesin sont exclus respectivement à la quatre-vingtième minute et à la quatre-vingt-cinquième minute de jeu.
La dernière confrontation face à une sélection asiatique (le Japon lors des Jeux olympiques de 1936) est restée dans les mémoires des Suédois (défaite 3-2). Afin d'éviter une nouvelle déconvenue face à la Corée, la Suède se montre plus offensive et gagne facilement douze buts à zéro : cela constitue encore aujourd’hui la pire défaite de la sélection sud-coréenne et la plus large victoire de la sélection suédoise. Sur le terrain glissant, les Coréens n’arrivent pas à garder l’équilibre et à maîtriser le ballon anglais qui est trop lourd,.
Après l'avoir battue au stade Malakoff de Nantes sur le score de trois buts à deux dans le cadre de la préparation à ces Jeux, la Grande-Bretagne retrouve la France. Elle s'impose à domicile un but à zéro grâce au but du joueur de Darlington FC Hardisty inscrit à la vingt-neuvième minute.
Pour l’Italie, contrairement au tour précédent, le deuxième tour se joue face à un adversaire d'un calibre très différent des États-Unis, le Danemark. La sélection italienne étudiante est éliminée cinq buts à trois par le Danemark. Le CIO stipule que ce match est le meilleur match du tournoi, mais que les Italiens sont trop portés sur l'attaque et négligent la défense. Le journal italien Il Calcio Illustrato (it) dit que Pernigo inscrit un très beau but, sans en donner des détails.

### Demi-finales
| 10 août 1948 | Danemark | 2 – 4   | Suède |                                                                                                   |                                                                                                   |
| 18:30        | Seebach 3e · J. Hansen 77e                                                                                    |         | 18e 42e Carlsson · 31e 37e Rosén                                                                              | Empire Stadium, Wembley Spectateurs : 20 000 Arbitrage : Boardman assisté de Leafe et de Matančić | Empire Stadium, Wembley Spectateurs : 20 000 Arbitrage : Boardman assisté de Leafe et de Matančić |
| 18:30        | (Rapports de la FIFA,de la DBUet de la SvFF)                                                                  |         | | Empire Stadium, Wembley Spectateurs : 20 000 Arbitrage : Boardman assisté de Leafe et de Matančić | Empire Stadium, Wembley Spectateurs : 20 000 Arbitrage : Boardman assisté de Leafe et de Matančić |
| 18:30        | Nielsen – V. Jensen, Overgaard – Pilmark, Ørnvold, I. Jensen – Pløger, K.A. Hansen, Seebach, J. Hansen, Præst | Équipes | Lingberg – Leander, Nilsson – Rosengren , B. Nordahl, Andersson, Rosén – Gren, G. Nordahl, Carlsson, Liedholm | Empire Stadium, Wembley Spectateurs : 20 000 Arbitrage : Boardman assisté de Leafe et de Matančić | Empire Stadium, Wembley Spectateurs : 20 000 Arbitrage : Boardman assisté de Leafe et de Matančić |

| 11 août 1948 | Grande-Bretagne                                                                                       | 1 – 3   | Yougoslavie | | |
| 18:30        | Donovan (en) 20e                                                                                      |         | 19e Bobek · 24e Wölfl · 48e Mitić                                                                                       | Empire Stadium, Wembley Spectateurs : 40 000 Arbitrage : van der Meer assisté d’ Eklind et de Best | Empire Stadium, Wembley Spectateurs : 40 000 Arbitrage : van der Meer assisté d’ Eklind et de Best |
| 18:30        | (Rapports de la FIFAet de la FSS)                                                                     |         | | Empire Stadium, Wembley Spectateurs : 40 000 Arbitrage : van der Meer assisté d’ Eklind et de Best | Empire Stadium, Wembley Spectateurs : 40 000 Arbitrage : van der Meer assisté d’ Eklind et de Best |
| 18:30        | McAlinden – Neale, McColl – Lee, Fright, McBain – Hardisty, Donovan (en), McIlvenny, Kelleher, Kippax | Équipes | Šoštarić – Brozović, Stanković – Zl. Čajkovski, Jovanović, Atanacković, Mihajlović – Mitić, Wölfl, Bobek, Že. Čajkovski | Empire Stadium, Wembley Spectateurs : 40 000 Arbitrage : van der Meer assisté d’ Eklind et de Best | Empire Stadium, Wembley Spectateurs : 40 000 Arbitrage : van der Meer assisté d’ Eklind et de Best |

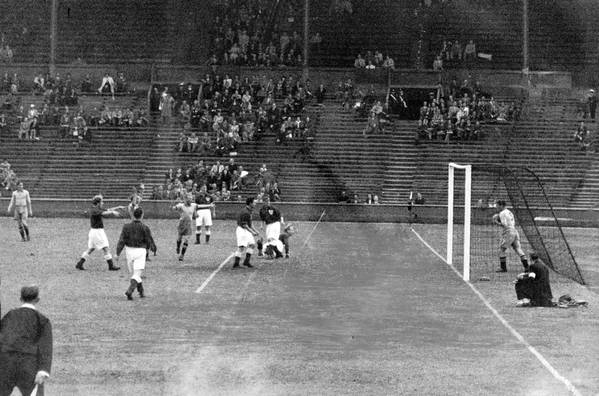
Scène de la demi-finale Danemark-Suède.

Lors de la première demi-finale, le Danemark mène dès la troisième minute par l'intermédiaire de Seebach, mais en vingt-cinq minutes, la Suède donne une autre tournure au match, inscrivant quatre buts (deux doublés de Carlsson et de Rosén). Le Danemark réduit l’écart à la soixante-quinzième minute par J. Hansen. Cependant le premier des deux buts de Carlsson qui permet à la Suède d’égaliser est marqué de manière inhabituelle : un joueur suédois se trouve en position de hors-jeu après plusieurs changements de possession rapides puis sort même du terrain en courant dans le dos du gardien danois et en rentrant dans le but ; quelques secondes plus tard, Carlsson marque de la tête et le ballon va directement vers ce joueur suédois préalablement hors-jeu, alors debout dans les cages danoises. Le but est accordé, malgré la confusion,.
Devant quarante mille spectateurs, cette seconde demi-finale est la première confrontation entre les sélections yougoslave et britannique. La Yougoslavie attaque d'entrée. Dès la dix-neuvième minute, le meilleur buteur du championnat yougoslave en 1945, Bobek, ouvre le score, mais une minute plus tard, le Gallois Frank Donovan (en) égalise (il est encore le seul Gallois à avoir marqué un but aux Jeux olympiques). Égalisation de courte durée puisque le meilleur buteur des championnats 1946-1947 et 1947-1948, Wölfl, inscrit le second but pour la Yougoslavie. Au retour de la mi-temps, le Yougoslave Mitić inscrit le troisième but, celui de la victoire. La Yougoslavie se qualifie ainsi pour sa première finale de son histoire dans une compétition internationale.

### Match pour la médaille de bronze
| 13 août 1948 | Danemark                                                                                                 | 5 – 3   | Grande-Bretagne                                                                               | | |
| 14:00        | Præst 12e 49e · J. Hansen 16e 77e · J. Sørensen 41e                                                      |         | 5e Aitken · 33e Hardisty · 63e Amor                                                           | Empire Stadium, Wembley Spectateurs : 50 000 Arbitrage : van der Meer assisté de Best et de Carpani | Empire Stadium, Wembley Spectateurs : 50 000 Arbitrage : van der Meer assisté de Best et de Carpani |
| 14:00        | (Rapports de la FIFAet de la DBU)                                                                        |         |                                                                                               | Empire Stadium, Wembley Spectateurs : 50 000 Arbitrage : van der Meer assisté de Best et de Carpani | Empire Stadium, Wembley Spectateurs : 50 000 Arbitrage : van der Meer assisté de Best et de Carpani |
| 14:00        | Nielsen – V. Jensen, Overgaard – Pilmark, Ørnvold, I. Jensen – Pløger, Lundberg, Sørensen, Hansen, Præst | Équipes | Simpson – Neale, Carmichael – Lee, Fright – Hardisty, Boyd, Aitken, McIlvenny, Rawlings, Amor | Empire Stadium, Wembley Spectateurs : 50 000 Arbitrage : van der Meer assisté de Best et de Carpani | Empire Stadium, Wembley Spectateurs : 50 000 Arbitrage : van der Meer assisté de Best et de Carpani |

Comme en 1908 et en 1912, la Grande-Bretagne retrouve le Danemark. Lors des deux confrontations en finale des Olympiades, la Grande-Bretagne l'avait emporté. Lors de cette petite finale, La Grande-Bretagne ouvre le score rapidement par l'intermédiaire d'Aitken. Mais la puissance de l’attaque danoise lui permet d'inscrire cinq buts grâce aux meilleurs buteurs des championnats danois 1946, J. Sørensen, et 1948, J. Hansen, et au doublé de Præst. En face, seuls Hardisty et Amor parviennent à marquer mais cela est insuffisant pour conquérir la médaille de bronze. Le CIO compare le jeu des Danois au football professionnel anglais.

### Finale
| 13 août 1948 | Yougoslavie | 1 – 3   | Suède |                                                                                               |                                                                                               |
| 18:30        | Bobek 42e |         | 24e 67e (pen.) Gren · 48e G. Nordahl                                                                             | Empire Stadium, Wembley Spectateurs : 60 000 Arbitrage : Ling assisté de la Salle et de Gamba | Empire Stadium, Wembley Spectateurs : 60 000 Arbitrage : Ling assisté de la Salle et de Gamba |
| 18:30        | (Rapports de la FIFA,de la FSSet de la SvFF)                                                                     |         | | Empire Stadium, Wembley Spectateurs : 60 000 Arbitrage : Ling assisté de la Salle et de Gamba | Empire Stadium, Wembley Spectateurs : 60 000 Arbitrage : Ling assisté de la Salle et de Gamba |
| 18:30        | Lovrić – Brozović, Stanković – Zl. Čajkovski, Jovanović – Cimermančić, Vukas, Mitić, Wölfl, Bobek, Že. Čajkovski | Équipes | Lingberg – K. Nordahl, Nilsson – Rosengren , B. Nordahl, Andersson, Rosén – Gren, G. Nordahl, Carlsson, Liedholm | Empire Stadium, Wembley Spectateurs : 60 000 Arbitrage : Ling assisté de la Salle et de Gamba | Empire Stadium, Wembley Spectateurs : 60 000 Arbitrage : Ling assisté de la Salle et de Gamba |

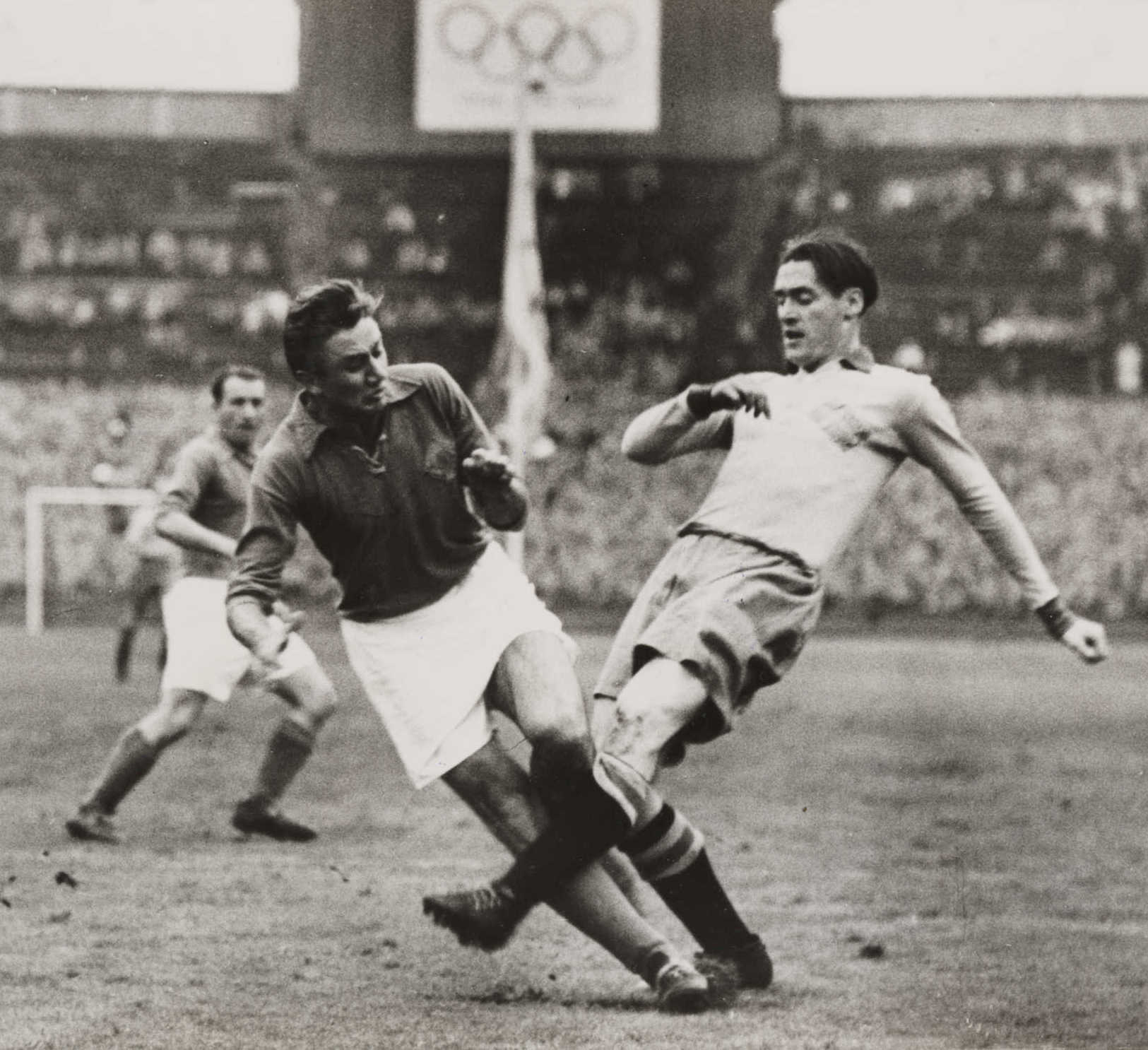
Le Suédois Liedholm face au Yougoslave Brozović durant la finale.

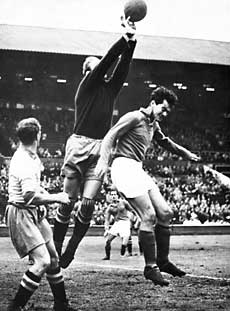
Le gardien suédois Lindberg se saisit du ballon dans les airs devant l'attaquant yougoslave, lors de la finale.

Première finale olympique retransmise à la télévision, elle est considérée comme un des matchs les plus brutaux pour la Suède. Deux versions s'opposent : du côté des Yougoslaves, les Suédois auraient été aidés par l'arbitre pour remporter le match, les qualifiant de gangsters et de fascistes ; du côté des Suédois, les Yougoslaves auraient beaucoup joué des coudes (pour preuve : Gunnar Nordahl est couvert de bleus et Brozović et Zl. Čajkovski ont été avertis au cours de ce match). Le troisième but suédois est un penalty de Gren inscrit à la soixante-septième minute, en prenant à contre-pied le gardien yougoslave Lovrić.
La médaille d'or de la Suède est d'abord célébrée au champagne dans le pub Harrow Tavern, près de Wembley ; puis par la population suédoise à l’arrivée en bateau des joueurs à Göteborg où déjeunera l’équipe. Le roi de Suède Gustave V télégraphie : « Bra gjort! » (« Bravo ! » en français).

## Podium et médaillés
| Médaillé d’argent Yougoslavie | Champion olympique Suède 1er titre | Médaillé de bronze Danemark |

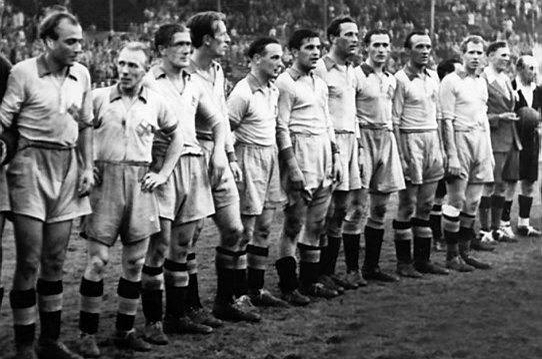
La sélection suédoise remporte le tournoi olympique.

Dirigés par le sélectionneur suédois Rudolf Kock et entraînés par le britannique George Raynor, les footballeurs suédois Sune Andersson, Henry Carlsson, Gunnar Gren, Börje Leander, Nils Liedholm, Torsten Lindberg, Erik Nilsson, Bertil Nordahl, Gunnar Nordahl, Knut Nordahl, Kjell Rosén et Birger Rosengren remportent la médaille d'or,, ils ont tous joué les quatre matchs sauf Knut Nordahl qui n’a joué que le premier tour et la finale et Börje Leander qui l’a remplacé pour le quart de finale et la demi-finale.
Quant aux joueurs suédois n’ayant joué aucun match (Pär Bengtsson, Rune Emanuelsson, Egon Jönsson, Stellan Nilsson, Stig Nyström et Kalle Svensson), ils ne sont pas médaillés d'or.
Il s'agit de l'une des seize médailles d'or et l'une des quarante-quatre médailles récoltées par la Suède lors de cette olympiade. La médaille d'argent de la Yougoslavie est l'une des deux médailles remportées à Londres. Pour le Danemark, il s'agit d'une des vingt médailles remportées lors de ces Jeux olympiques.
Le CIO compare les jeux des Suédois et des Danois au football professionnel anglais. Le jeu de la Yougoslavie est comparé à celui du Dynamo Moscou.
Plusieurs joueurs suédois participeront aux coupes du monde 1950 et 1958, terminant respectivement troisième et finaliste.

## Statistiques

### Buts marqués
(septembre 2015).
Avec une moyenne de 5,7 buts par matchs, le tournoi olympique de 1948 se classe parmi les plus prolifiques en buts de l'histoire des Jeux.
Le Suédois et joueur de l'IFK Norrköping Gunnar Nordahl et le Danois et joueur du BK Frem terminent meilleurs buteurs de la compétition avec sept buts.
Le tableau suivant indique le classement des buteurs de la compétition :

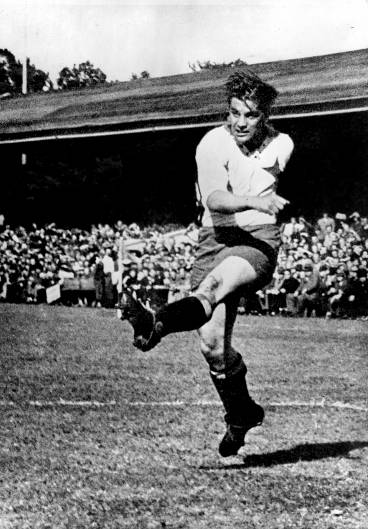
G. Nordahl, ici en demi-finale, est l'un des deux meilleurs buteurs avec sept buts.

| Rang | Joueur            | Buts marqués |
| ---- | ----------------- | ------------ |
| 1    | John Hansen       | 7            |
| 1    | Gunnar Nordahl    | 7            |
| 3    | Francesco Pernigo | 5            |
| 3    | Henry Carlsson    | 5            |
| 3    | Kjell Rosén       | 5            |
| 6    | Stjepan Bobek     | 4            |
| 7    | Bob Hardisty      | 3            |
| 7    | Emidio Cavigioli  | 3            |
| 7    | Servaas Wilkes    | 3            |
| 7    | Gunnar Gren       | 3            |
| 7    | Željko Čajkovski  | 3            |

### Classement final

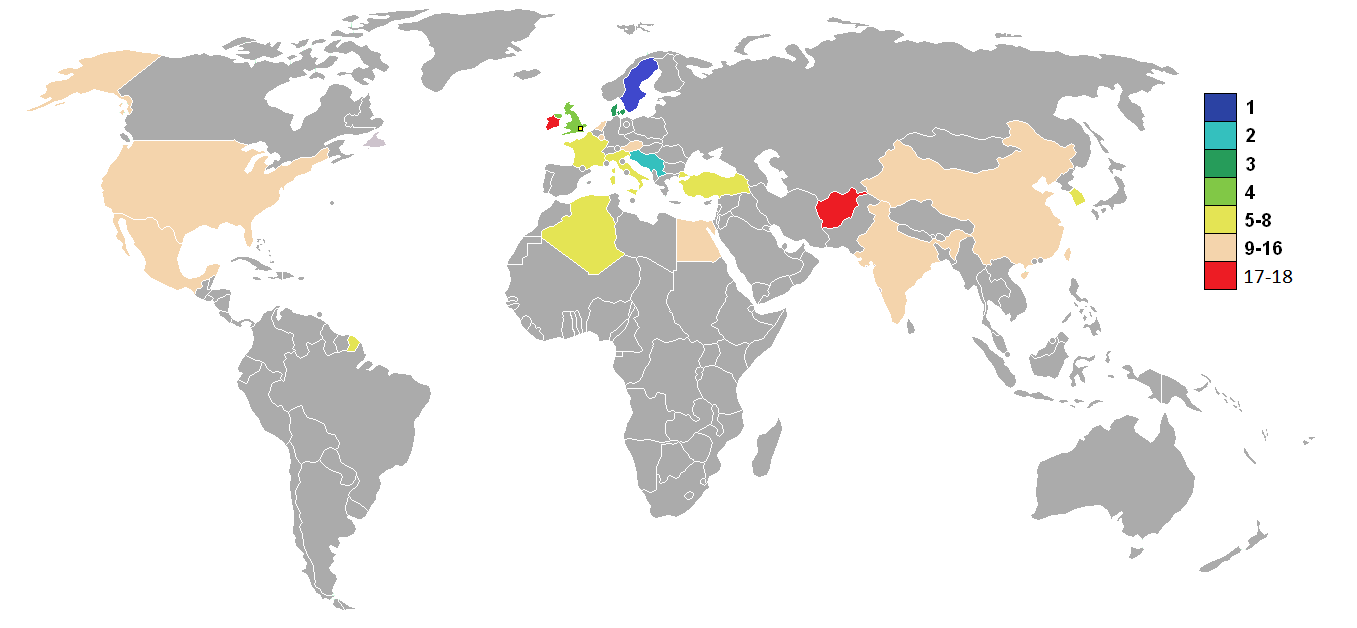
Classement final pour l'épreuve de football.

À l’origine, les équipes ayant participé à ces Jeux olympiques ne sont pas classées. Cependant, la FIFA établit rétroactivement un classement final de chaque édition des Jeux olympiques d’avant 1988. Le classement pour le tournoi 1948 est basé sur la progression lors de la compétition, la différence de buts du dernier match joué puis enfin sur le nombre de buts marqués :
| Place              | Sélection            | Stade              |
| ------------------ | -------------------- | ------------------ |
| Médaille d'or      | Suède                | Vainqueur          |
| Médaille d'argent  | Yougoslavie          | Finale             |
| Médaille de bronze | Danemark             | Troisième          |
| 4                  | Grande-Bretagne      | Quatrième          |
| 5                  | France               | Quart de finale    |
| 6                  | Italie               | Quart de finale    |
| 7                  | Turquie              | Quart de finale    |
| 8                  | Corée du Sud         | Quart de finale    |
| 9                  | Pays-Bas             | Huitième de finale |
| 10                 | Inde                 | Huitième de finale |
| 11                 | Mexique              | Huitième de finale |
| 12                 | Égypte               | Huitième de finale |
| 13                 | Autriche             | Huitième de finale |
| 14                 | Chine                | Huitième de finale |
| 15                 | Luxembourg           | Huitième de finale |
| 16                 | États-Unis           | Huitième de finale |
| 17                 | République d'Irlande | Tour préliminaire  |
| 18                 | Afghanistan          | Tour préliminaire  |

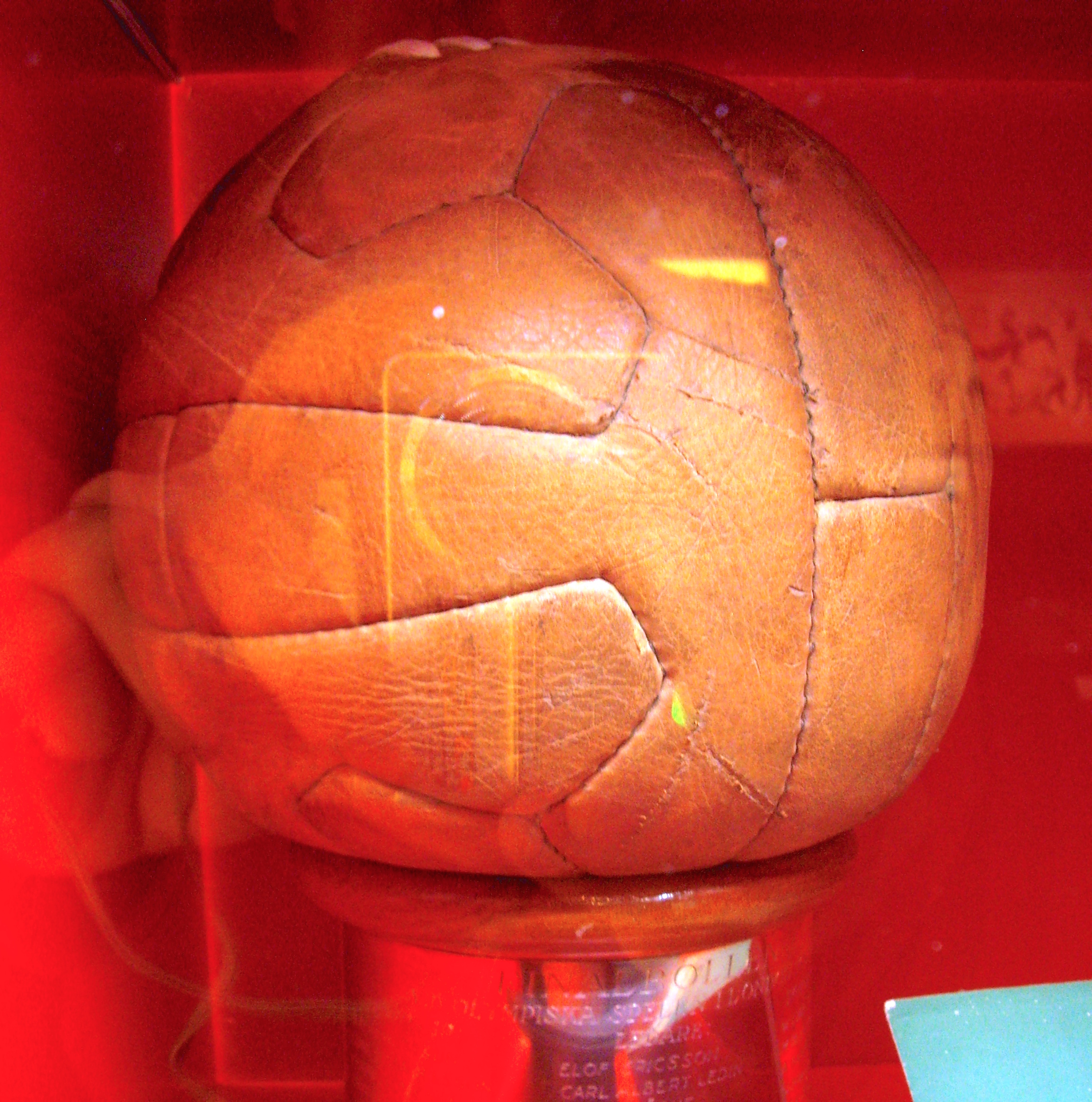
Le ballon de la finale des Jeux olympiques de 1948.

Cette olympiade voit la première participation de la Corée du Sud, de l'Inde et de l'Afghanistan. La Suède, la Yougoslavie et la Turquie réalisent leur meilleure performance durant le tournoi.
Les matchs joués dans cette compétition sont officiellement reconnus par la FIFA et sont comptabilisés comme tels pour toutes les sélections, sauf pour la France, qui a envoyé une sélection olympique, et la Grande-Bretagne qui n’a qu’une équipe olympique. Concernant l'Italie, les matchs sont reconnus par la FIFA mais la sélection italienne est une sélection étudiante et non une sélection A.

## Aspects socio-économiques

### Engouement populaire et affluences
Le joueur britannique Angus Carmichael (en) se souvient du fort engouement populaire engendré par les Jeux olympiques d'été de 1948 et l'épreuve de football. Ainsi, il affirme plus tard « jamais je n'ai entendu de rugissement comme celui qui retentit quand nous marchions dans le stade. C'était plutôt merveilleux » en faisant référence à la cérémonie d'ouverture des Jeux.
Toutefois, le football n'est pas l'épreuve-reine des JO de 1948, et le public s'emballe bien plus volontiers pour les épreuves d'athlétisme que pour le tournoi de football.

## Bilan du tournoi

### Bilan

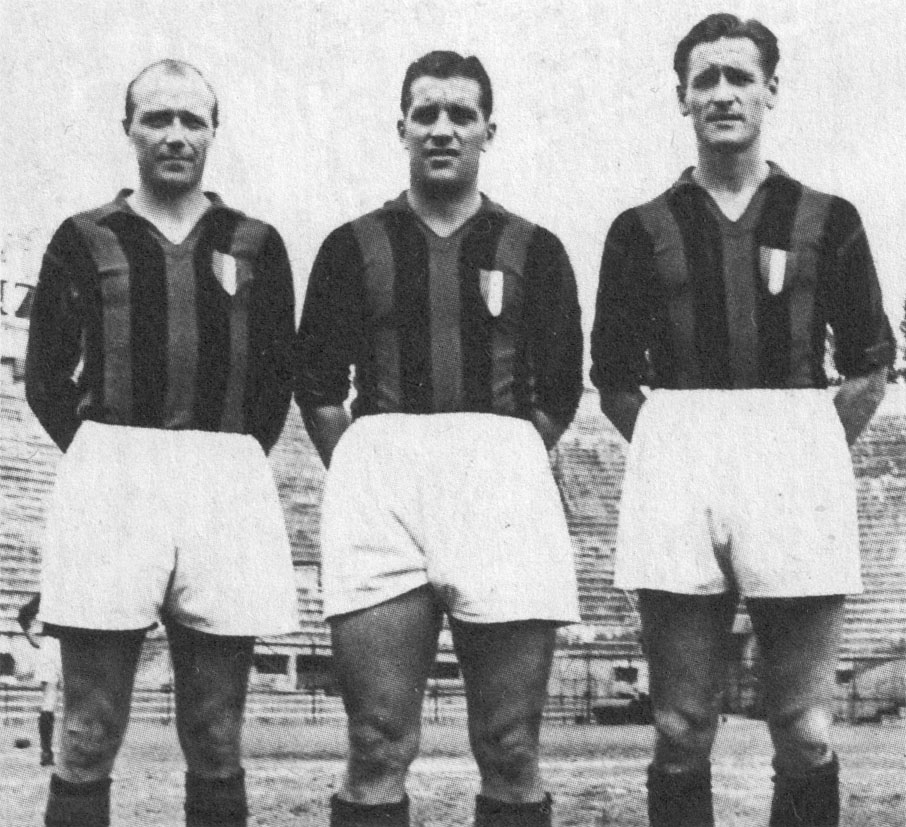
Le trio magique de la Suède et plus tard du Milan AC.

Pour la Suède, cette compétition a permis de mettre en avant le trio Gre-No-Li, composé des attaquants Gunnar Gren, Gunnar Nordahl et de Nils Liedholm, qui fera notamment le bonheur du Milan AC dans les années 1950. La sélection suédoise confirme son titre olympique en terminant troisième de la coupe du monde de 1950 derrière l'Uruguay et le Brésil, puis remporte la médaille de bronze lors de l’olympiade suivante. Même si elle échoue en phase éliminatoire de la coupe du monde 1954 et qu'elle est absente des Jeux de 1956, la Suède brille à nouveau en coupe du monde en 1958, en terminant finaliste à domicile. D’ailleurs, certains des joueurs champions olympiques en 1948 jouent la finale du mondial contre le Brésil (K. Svensson, Gren et Liedholm, qui marque un but en finale). Le sélectionneur anglais George Raynor dirige la sélection lors de la finale en 1958, comme en 1948.
Il s’agit aussi de la dernière compétition du sélectionneur italien Vittorio Pozzo, qui devient ensuite journaliste à La Stampa et reconnaîtra les corps des victimes de la tragédie de Superga en 1949.
Pour la Yougoslavie, il s’agit de la première des quatre finales olympiques entre 1948 et 1960. En coupe du monde, elle ne connait cependant pas la même réussite durant cette période, ne faisant pas mieux que quart de finaliste en 1950, 1954 et 1958.

### Une première expérience pour de nombreuses équipes
Bien que qualifiée pour la coupe du monde 1950, l’Inde déclare forfait. Contrairement à la rumeur qui circule selon laquelle cela venait de l’obligation de jouer avec des chaussures, alors que beaucoup de footballeurs indiens jouaient pieds nus, ou des coûts du déplacement jusqu’au Brésil, la raison du refus de la Fédération indienne de football aurait été plutôt le souhait de se concentrer sur les Jeux olympiques, le manque de temps de préparation et des désaccords internes sur la sélection de l’équipe sont aussi évoqués. Les États-Unis, éliminés en huitièmes de finale, sont présents à la coupe du monde 1950  deux ans plus tard avec plusieurs joueurs qui ont perdu contre l’Italie. Walter Bahr qui était titulaire contre l’Italie a été le passeur décisif sur le but permettant de battre l’Angleterre (1-0).